# 2016年亚洲自行车锦标赛
2016年亚洲自行车锦标赛是第36届亚洲自行车锦标赛，于2016年1月19日至30日在日本进行，其中公路赛在伊豆大岛进行，场地赛则在静冈伊豆自行车馆进行。这是日本第五次主办亚洲自行车锦标赛，也是伊豆市第二次主办亚洲自行车锦标赛。由于亚洲自行车联合会决定自2017年开始自行车亚锦赛公路赛和场地赛分开举办，该届比赛也是两分项分开前的最后一届亚洲自行车锦标赛。

## 奖牌得主

### 公路赛

#### 男子
| 项目       | 金牌                     | 银牌                   | 铜牌                        |
| 公路赛     | 張敬樂 · 中國香港（HKG） | 新城幸也 · 日本（JPN） | 別府史之 · 日本（JPN）      |
| 个人计时赛 | 張敬樂 · 中國香港（HKG） | 崔亨敏 · 韩国（KOR）   | Alireza Haghi · 伊朗（IRI） |

#### 女子
| 项目       | 金牌                     | 银牌                 | 铜牌                     |
| 公路赛     | 罗雅凛 · 韩国（KOR）     | 普譯嫻 · 中国（CHN） | 萩原麻由子 · 日本（JPN） |
| 个人计时赛 | 萩原麻由子 · 日本（JPN） | 李珠美 · 韩国（KOR） | 逄瑤 · 中國香港（HKG）   |

### 场地赛

#### 男子
| 项目        | 金牌                                                 | 银牌                                                  | 铜牌                                                              |
| 个人竞速赛  | 林採斌 · 韩国（KOR）                                 | 徐超 · 中国（CHN）                                    | 阿茲祖哈斯尼阿旺 · 马来西亚（MAS）                                |
| 1公里计时赛 | Mohammad Daneshvar · 伊朗（IRI）                     | 早坂秀悟 · 日本（JPN）                                | Kim Woo-gyeom · 韩国（KOR）                                       |
| 竞轮赛      | 林採斌 · 韩国（KOR）                                 | 徐超 · 中国（CHN）                                    | 阿茲祖哈斯尼阿旺 · 马来西亚（MAS）                                |
| 个人追逐赛  | 張敬樂 · 中國香港（HKG）                             | Dias Omirzakov · 哈萨克斯坦（KAZ）                    | Min Kyeong-ho · 韩国（KOR）                                       |
| 记分赛      | Min Kyeong-ho · 韩国（KOR）                          | 張敬樂 · 中國香港（HKG）                              | 陳建良 · 中華臺北（TPE）                                          |
| 集体出发赛  | 倉林巧和 · 日本（JPN）                               | Robert Gaineyev · 哈萨克斯坦（KAZ）                   | 朴建右 · 韩国（KOR）                                              |
| 全能赛      | 桥本英也 · 日本（JPN）                               | 阿尔乔姆·扎哈罗夫 · 哈萨克斯坦（KAZ）                 | 刘浩 · 中国（CHN）                                                |
| 麦迪逊赛    | （KOR） · 朴建右 · 申東寅                            | 中國香港（HKG） · 張敬樂 · 梁峻榮                     | （KAZ） · Nikita Panassenko · Robert Gaineyev                     |
| 团体竞速赛  | （KOR） · 姜棟珍 · 林採斌 · 孫制用                   | 中國（CHN） · 胡珂 · 徐超 · 包赛飞                    | 日本（JPN） · 中川誠一郎 · 渡邊一成 · 雨谷一樹                    |
| 团体追逐赛  | 中國（CHN） · 刘浩 · 范阳 · 秦晨路 · 沈平安 · 薛超华 | 日本（JPN） · 窪木一茂 · 一丸尚伍 · 近谷涼 · 原田裕成 | （KOR） · 朴建右 · Kim Ok-cheol · Min Kyeong-ho · 申東寅 · 林載淵 |

#### 女子
| 项目        | 金牌                                          | 银牌                                                | 铜牌                                                          |
| 个人竞速赛  | 林俊红 · 中国（CHN）                          | 李惠珍 · 韩国（KOR）                                | 李慧詩 · 中國香港（HKG）                                      |
| 500米计时赛 | 钟天使 · 中国（CHN）                          | 李慧詩 · 中國香港（HKG）                            | 蕭美玉 · 中華臺北（TPE）                                      |
| 竞轮赛      | 李慧詩 · 中國香港（HKG）                      | 法特哈·穆斯塔法 · 马来西亚（MAS）                   | 李惠珍 · 韩国（KOR）                                          |
| 个人追逐赛  | 黃亭茵 · 中華臺北（TPE）                      | 楊倩玉 · 中國香港（HKG）                            | Son Eun-ju · 韩国（KOR）                                      |
| 记分赛      | 黃亭茵 · 中華臺北（TPE）                      | Jupha Somnet · 马来西亚（MAS）                      | 上野南 · 日本（JPN）                                          |
| 集体出发赛  | 梶原悠未 · 日本（JPN）                        | 黃亭茵 · 中華臺北（TPE）                            | Jupha Somnet · 马来西亚（MAS）                                |
| 全能赛      | 罗晓玲 · 中国（CHN）                          | 蕭美玉 · 中華臺北（TPE）                            | 塚越櫻 · 日本（JPN）                                          |
| 团体竞速赛  | 中國（CHN） · 宫金杰 · 钟天使                 | （KOR） · 李惠珍 · Cho Sun-young                    | 日本（JPN） · 石井贵子 · 前田佳代乃                           |
| 团体追逐赛  | 中國（CHN） · 黄冬艳 · 马梦露 · 王红 · 陈路路 | 日本（JPN） · 塚越櫻 · 上野南 · 中村妃智 · 梶原悠未 | （KOR） · 金裕离 · Son Eun-ju · Lee Joo-hee · Kang Hyun-kyung |

## 奖牌榜
```

```

  *   主办国家/地区（日本）
| 排名                     | 国家 / 地区              | 金牌 | 銀牌 | 銅牌 | 总计 |
| ------------------------ | ------------------------ | ---- | ---- | ---- | ---- |
| 1                        | （KOR）                  | 6    | 4    | 7    | 17   |
| 2                        | 中國（CHN）              | 6    | 4    | 1    | 11   |
| 3                        | 日本（JPN）*             | 4    | 4    | 6    | 14   |
| 4                        | 中國香港（HKG）          | 4    | 4    | 2    | 10   |
| 5                        | 中華臺北（TPE）          | 2    | 2    | 2    | 6    |
| 6                        | 伊朗（IRI）              | 1    | 0    | 1    | 2    |
| 7                        | （KAZ）                  | 0    | 3    | 1    | 4    |
| 8                        | 马来西亚（MAS）          | 0    | 2    | 3    | 5    |
| 总计（共8个国家 / 地区） | 总计（共8个国家 / 地区） | 23   | 23   | 23   | 69   |